# Корнфорт, Фанни
Фанни Корнфорт (англ. Fanny Cornforth; 3 января 1835 — 24 февраля 1909) — натурщица, экономка и любовница Данте Габриэля Россетти.

## Биография
Родилась в семье кузнеца в Суссексе, настоящее имя — Сара Кокс (англ. Sarah Cox). С Россетти познакомилась в 1858 году, став его моделью и возлюбленной в отсутствие Элизабет Сиддал.
Когда в 1860 году Сиддал вернулась, Россетти женился на ней, в ответ Корнфорт вышла замуж за механика Тимоти Хьюза (англ. Timothy Hughes), но долго они вместе не прожили.
После смерти Элизабет Сиддал в 1862 году переехала к Россетти в качестве домохозяйки, и их отношения длились до самой его смерти. В то же время он находился в связи с Джейн Моррис, которая была замужем за Уильямом Моррисом, поэтому роман приходилось держать в секрете.
Что касается Корнфорт, то её отношения с Россетти не были тайной ни для кого. Она происходила из низших социальных слоев, и её необразованность и грубый акцент всегда шокировали его друзей. С течением времени Корнфорт сильно прибавила в весе, за что получила от Россетти прозвище «Дорогой слоник». В свою очередь она называла его «Носорожек», намекая и на его увеличившийся размер талии. Находясь в разлуке, Россетти рисовал и посылал ей слоников.
После серьезного ухудшения здоровья Россетти, из-за вмешательства его родственников, Корнфорт была вынуждена покинуть дом Россетти в 1877 году. В ноябре 1879 года она вышла замуж за Джона Шотта (англ. John Schott).
На следующий год после смерти Россетти она вместе с мужем открыла галерею Россетти, чтобы продать некоторые имевшиеся у неё картины. Муж её умер в 1891-м, и Корнфорт осталась жить со своим пасынком Фредериком до смерти того в 1898-м, после чего вернулась в Западный Суссекс, продолжив жить с семьёй мужа, пока не была против воли отправлена в работный дом (предположительно её золовкой Розой).
В конце жизни страдала от сенильной деменции и 30-го марта 1907 года поступила в психиатрическую лечебницу в Суссексе, где умерла от пневмонии 24-го февраля 1909 года.
По утверждению её биографа и историка искусства К. Уолкера, была похоронена на кладбище Чичестера и именована в документах как Сара Хьюз. Ее безымянная могила, как считается, найдена в 2015 году.
Берн-Джонс использовал ее в качестве натурщицы для картины «Надежда», оставшейся незавершенной.

## На картинах
- 1859 — Bocca Baciata (Музей изящных искусств, Бостон).
- 1861 — Лукреция Борджиа / Lucrezia Borgia
- 1861 — Прекрасная Розамунда / Fair Rosamund
- 1865 — Синяя беседка
- 1868 — Леди Лилит / Lady Lilith
- 1874 — Святой Грааль

- Синяя беседка
- Прекрасная Розамунда
- «Леди Лилит», 1868 г.
- «Святой Грааль» (The Damsel of the Sanct Grael), ок. 1860